# Georges Boudarel
Pour les articles homonymes, voir Boudarel.
Georges Boudarel (21 décembre 1926, Saint-Étienne – 26 décembre 2003, Les Lilas) est un universitaire, militant communiste et anti-colonialiste français mis en cause, pendant les années 1990, dans « l’Affaire Boudarel » pour son rôle dans les camps du Viet Minh.
Pendant la guerre d'Indochine, il rejoint les rangs des indépendantistes vietnamiens et devient commissaire politique communiste pour le Việt Minh au sein du camp de prisonniers no 113. À ce titre, il est condamné à mort par contumace pour trahison par un tribunal militaire de Saïgon. Il vit de 1948 à 1964 au Viêt Nam puis il part en Union soviétique, résidant à Moscou, puis travaille à Prague ensuite pour la Fédération syndicale mondiale.
Il rentre en France à la faveur de la loi d'amnistie du 18 juin 1966 relative au conflit indochinois. Il mène dès lors une carrière universitaire, jusqu'à ses 66 ans. En 1991, il est rattrapé par son passé, accusé d'avoir torturé, quand il était commissaire politique d'un camp du Viet Minh, de nombreux sous-officiers et soldats français prisonniers entre 1950 et 1954 lors de la guerre d'Indochine mais, du fait de la loi d'amnistie de 1966, il ne peut être jugé à nouveau.

## Biographie
Né à Saint-Étienne en 1926 d'un père comptable, il est d'abord élève dans un séminaire des pères maristes puis dans un lycée public.  Au lendemain de la guerre, il abandonna l’idée de se faire prêtre. Chrétien progressiste et marxiste, il milite au Parti communiste français. Après l'obtention de sa licence de philosophie, il rejoint l'Indochine en avril 1948 et il est nommé professeur de philosophie au lycée Yersin de Đà Lạt. En 1949, il est nommé au lycée Marie-Curie à Saïgon comme professeur de français. Il anime localement la section indochinoise du PCF et est également membre du groupe marxiste, auquel Jean Chesneaux a aussi appartenu. Bien que titularisé en 1950, Georges Boudarel n’exprima pas de volonté particulière de s’établir dans la société coloniale raciste qui l’« horripilait ».
Il abandonne son poste le 17 décembre 1950 pour rejoindre le Việt Minh. Il est affecté comme rédacteur créateur de l'émission en langue française de La Voix de Saïgon-Cholon libre, station de radio clandestine du Việt Minh dissimulée dans une boucle de la rivière Sông Bé. Il y restera 18 mois. En juin 1952, il est désigné pour rejoindre le Tonkin. Ce voyage à pied durera 6 mois. Selon une autre source, il aurait été désigné en décembre 1951, se serait mis en route début 1952, pour arriver au Tonkin en décembre de la même année après un voyage à pied de plus de dix mois. Pendant ce temps, il est appelé sous les drapeaux en Indochine car il était sursitaire et devait faire son service avant l'âge de vingt ans. Ne se présentant pas dans l'unité militaire où il devait être incorporé, il est considéré comme « insoumis » par l'armée française puis comme « déserteur ». Par la suite, il est, par décision de justice, condamné à mort par contumace.
Arrivé au Tonkin, il y rencontre André, le représentant du PCF auprès de la direction du Viet Minh. André lui fournit un argumentaire à employer auprès des prisonniers. Puis Georges Boudarel partit rejoindre son nouveau poste, instructeur politique du camp 113, et se fait appeler « Đại Đồng » par les membres du Viet Minh. Le camp se situait en pleine jungle, dans la moyenne région tonkinoise, connue pour son insalubrité, à environ 150 km de Hanoï. Alors que le blocus français des régions sous contrôle du Viet Minh gênait l'approvisionnement en nourriture et médicament, paludisme, béribéri, dysenterie firent des ravages dans une population quasiment privée de soins, peu ou mal nourrie, buvant de l’eau polluée, soumise aux rigueurs du climat et accablée de corvées. Sur les 500 prisonniers qui ont été détenus dans ce camp, une centaine seulement sont libérés lors du retrait français en 1954, les autres étant morts en détention. D'après de nombreux témoignages de rescapés de ce camp, réservé à des militaires du rang et à des sous-officiers, il s'est rendu coupable de « tortures morales et psychologiques » contre des soldats ou des sous-officiers qui étaient alors prisonniers dans ce camp. 
À la fin de la guerre d’Indochine, Georges Boudarel est de nouveau affecté à la propagande radiophonique. Après les accords de Genève, il s’installe à Hanoï où il continue de travailler à la radio, traduit des ouvrages du vietnamien au français et donne des leçons de français. 
Georges Boudarel se marie à Hanoï en 1962 ; il divorce en 1974. Il quitte le pays en 1964 pour se rendre en Union soviétique. Les organes supérieurs du gouvernement soviétique ne veulent pas le faire travailler à Moscou et l'envoient alors à Prague, au sein de la Fédération syndicale mondiale (FSM), fédération des syndicats proches des différents partis communistes. Il est alors rédacteur de notes et de divers travaux destinés au sein de la division internationale francophone de la FSM.
Profitant de la loi d'amnistie votée le 18 juin 1966, Georges Boudarel rentre en 1966 en France où il devient assistant de faculté à Paris. Il est alors un des collaborateurs de Jean Chesneaux, fondateur avec Emmanuel Le Roy Ladurie de la section « Histoire » du département de « Géographie – Histoire et Sciences de la société » au sein de l'université Paris VII, créée en 1970 après l'adoption de la loi Faure sur l'autonomie des universités. Il obtient ensuite le grade de maître-assistant puis est promu ensuite maître de conférences. Il obtient aussi un poste de chercheur au CNRS, se spécialisant dans l'histoire du Viêt Nam. Ses travaux universitaires portaient notamment sur la contestation interne au mouvement communiste vietnamien, la répression et la demande de démocratisation du régime. Dans son ouvrage Cent fleurs écloses dans la nuit du Vietnam. Communisme et dissidence, 1954-1956, il revient sur les débuts de la dissidence communiste vietnamienne entre 1954 et 1956. Dans Hanoi 1936-1996 : Du drapeau rouge au billet vert, ouvrage co-écrit avec Nguyễn Văn Ky et publié en 1997, il poursuit son étude de la question des dissidences. 
Il arrête ses fonctions à la limite d'âge de l'enseignement supérieur, soit 66 ans.

### Affaire Boudarel I
Le 13 février 1991, lors d'un colloque organisé au Sénat par le centre des hautes études sur l'Afrique et l'Asie modernes, Jean-Jacques Beucler, ancien secrétaire d'État aux anciens combattants, ancien officier ayant participé à la guerre d'Indochine en tant qu'officier de tabors marocains et prisonnier du Viet Minh d'octobre 1950 à juin 1954 dans un camp réservé aux officiers, le reconnaît comme le commissaire politique du camp 113, soit le numéro 2 de ce camp et responsable des séances d'endoctrinement obligatoires auxquelles les prisonniers français devaient assister et s'accuser de crimes en tant que « serviteurs » de l'État français.
D'autres témoignages sont déposés ensuite contre Georges Boudarel, qui fait l'objet, le 3 avril 1991, d'une plainte pour crimes contre l'humanité déposée par Me Jean-Marc Varaut, au nom de Władysław Sobański, ancien sergent du bataillon thaï no 2 et ancien prisonnier du camp 113, et de l'Association nationale des anciens prisonniers et internés d'Indochine (ANAPI).
En mars 1991, Georges Boudarel reçoit le soutien d'une quarantaine d'universitaires, parmi lesquels Pierre Vidal-Naquet, Gilles Perrault, Jean Chesneaux, Laurent Schwartz et Madeleine Rebérioux,,,.
La plainte déposée contre Boudarel est rejetée par la Cour de cassation, celle-ci considérant que la loi d'amnistie de 1966 s'applique également aux crimes internationaux.

### Affaire Boudarel II
L'affaire Boudarel II commence en mai 1993. Georges Boudarel décide, malgré l'arrêt des poursuites contre lui à la suite de la décision de la Cour de cassation, de maintenir la plainte en diffamation qu'il avait déposée face aux accusations portées contre lui.
Le juge d'instruction Jean-Pierre Getti instruit la procédure, ce qui relance le débat qu'on aurait pu croire fermé par la décision de la Cour de cassation sur la qualification de crimes contre l'humanité. En 1996, l'affaire se clôt sur une ordonnance de non-lieu.
À la suite de cette décision, Wladislaw Sobański cite directement Georges Boudarel devant le tribunal correctionnel pour dénonciation calomnieuse. L'accusation est rejetée notamment par la cour d'appel de Paris le 9 septembre 1998, décision confirmée par arrêt de la Cour de cassation du 7 septembre 1999, l'amnistie étant considérée comme éteignant aussi cette possibilité d'action. Pour finir, Wladislaw Sobański saisit la Cour européenne des droits de l'homme (CEDH) en 2000. Par décision du 20 mars 2003, la CEDH considère que la demande vise l'arrêt de la Cour de cassation de 1993 et qu'elle a donc été déposée hors délai, mettant un terme définitif aux procédures,.
Marqué par ces affaires, abandonné par sa famille et malade, Georges Boudarel meurt aux Lilas (Seine-Saint-Denis) le 26 décembre 2003.

## Publications
- Dir. Jean Chesneaux, George Bourdarel, Daniel Hémery, Tradition et révolution au Viêt Nam, Paris, Anthropos, 1971
- Giap, éditions Atlas, 1977
- La Bureaucratie au Viêt Nam, L'Harmattan, 1983
- Cent fleurs éclosent dans la nuit du Viêt Nam : communisme et dissidence, 1954-1956, Jacques Bertoin, 1991
- Autobiographie, Jacques Bertoin, 1991
- Avec Nguyên Van Ky, Hanoi 1936-1996 : du drapeau rouge au billet vert, Autrement, 1997

### Jurisprudence
- Crim. 1er avril 1993, pourvoi no 92-82273, Bulletin criminel 1993 no 143 p. 351 (rapport du conseiller Guerder à la Gazette du Palais no 174, 175, 23-24 juin 1993)
- Crim. 7 septembre 1999, pourvoi no 98-85902

### Articles et autres
- « Le dossier de l'affaire Boudarel », in L'Histoire, no 144, mai 1991, p. 48-54
- Claude Cohen, « La Problématique du crime contre l'humanité », in Gazette du Palais, 26 février 2002, no 57, p. 46
- Langlois (Bernard).- Georges Boudarel In Le lynchage médiatique ; dir. Par Guy Coq et Charles Conte.- Condé-sur-Noireau : Panoramiques, 1998, p. 100–103. – (Panoramiques. Politiques, cultures et sociétés, 4e trimestre 1998, no 35

- La bande dessinée en deux tomes de Lax et Giroud, Les oubliés d'Annam, Bruxelles, Dupuis, 1990-91 (ISBN 9782800117881 et 9782800118345) évoque la question des déserteurs de l'armée française durant le conflit indochinois.